# Vườn quốc gia Bromo Tengger Semeru
Vườn quốc gia Bromo Tengger Semeru (Taman Nasional Bromo Tengger Semeru) là một vườn quốc gia nằm ở tỉnh Đông Java, Indonesia. Nó nằm về phía đông của Malang và Lumajang, phía nam của Pasuruan và Probolinggo, và ở phía đông nam của Surabaya, thủ phủ của Đông Java. Đây là khu bảo tồn duy nhất ở Indonesia có biển cát (dải cồn cát) là Tengger, bên kia của nó là miệng núi lửa Tengger có từ thời cổ đại với 4 miệng núi lửa hình nón mới được hình thành. Tính năng độc đáo này có tổng diện tích 5.250 hecta ở độ cao khoảng 2.100 mét (6.900 ft). Vườn quốc gia cũng là nơi có chứa ngọn núi cao nhất Java, đó là núi Semeru cao 3.676 mét (12.060 ft), 4 hồ nước và 50 con sông. Tên của vườn quốc gia này xuất phát từ núi Bromo, vương quốc Tengger và núi lửa Semeru.
Khu vực biển cát đã được bảo vệ từ năm 1919 và vườn quốc gia này chính thức được thành lập vào năm 1982.

## Hệ sinh thái
Hệ sinh thái ở đây được phân thành 3 vùng:

### Vùng chân núi (750 - 1.500 mét)
Khu vực này được phân loại là rừng mưa nhiệt đới. Nó có thể được tìm thấy ở khu vực phía nam Semeru, đông Semeru (Burno) và tây Semeru (Patok Picis). Đây là nơi chứa các loài thực vật thuộc họ Cử, dâu tằm, đào lộn hột, trôm, thiến thảo. Ngoài ra còn có các cây dây leo, chẳng hạn như nhiều loại từ các chi mây, hồ tiêu, dương xỉ, thu hải đường và các loài cây khác thuộc họ ráy, hòa thảo, gừng. Khu vực này cũng có 225 loài phong lan.

### Vùng núi (1.500 - 2.440 mét)
Tuổi thọ thực vật bị giảm sút nhiều ở khu vực này. Hầu hết các loài sinh trưởng trong khu vực này là "loài tiên phong". Ngoài ra còn có một số cây gỗ như phi lao, việt quất, Paraserianthes lophantha, Acacia decurrens.

### Vùng phụ núi cao (trên 2.400 mét)
Hệ thực vật bao phủ khu vực này là việt quất, phi lao, Paraserianthes lophantha và Anaphalis javanica.